# In de goot
In de goot is een lied van de Nederlandse rapper Lijpe. Het werd in 2022 als single uitgebracht en stond in hetzelfde jaar als negende track op het album Lijpe.

## Achtergrond
In de goot is geschreven door Abdel Achahbar en Bryan du Chatenier en geproduceerd door Trobi. Het is een lied uit het genre nederhop. In het lied rapt de artiest over de weg die hij heeft bewandeld naar de succesvolle artiest die hij anno 2022 is. Het is na Was er nooit de tweede solosingle van de rapper in 2022; hij had ook meerdere samenwerkingen in dat jaar, zoals Klokken en stenen en El Clásico.

## Hitnoteringen
De rapper had verschillend succes met het lied in de Nederlandse hitlijsten. Het piekte op de elfde plaats van de Single Top 100 en stond vier weken in de hitlijst. De Top 40 werd niet bereikt; het lied bleef steken op de zeventiende plaats van de Tipparade.